# Żukówek
Koordinaten: 53° 53′ N, 16° 14′ O
Żukówek (deutscher Name Petersdorf, Kreis Belgard) ist eine Ortschaft in der polnischen Woiwodschaft Westpommern, die zur Gmina Tychowo (Groß Tychow) im Kreis Białogard (Belgard) gehört.
Żukówek liegt sechs Kilometer südlich von Tychowo an der Woiwodschaftsstraße Nr. 167 Koszalin (Köslin) – Tychowo – Ogartowo (Jagertow) (- Połczyn-Zdrój (Bad Polzin)). Die nächste Bahnstation ist Tychowo an der Strecke Kołobrzeg (Kolberg) – Białogard – Szczecinek (Neustettin) – Piła (Schneidemühl) – Poznań (Posen).
Das ehemalige Petersdorf war ein Vorwerk der Gemeinde Muttrin (heute polnisch: Motarzyn). Es hat seinen Namen nach einem Herrn von Petersdorf erhalten, der früher in einem Tagelöhnerhaus am Weg nach Damen (Stare Dębno) gewohnt haben soll.
Letzter Eigentümer vor 1945 war Gutsbesitzer Westphal. Über die Gemeinde Muttrin gehörte Petersdorf zum Amtsbezirk Zadtkow (Sadkowo) im Landkreis Belgard (Persante). Das zuständige Standesamt war in Muttrin. Außerdem war Petersdorf dem Kirchspiel Muttrin im Kirchenkreis Belgard in der Kirchenprovinz Pommern der evangelischen Kirche der Altpreußischen Union zugeordnet.
Heute ist der Ort unter dem Namen Żukówek ein Teil der Gmina Tychowo im Powiat Białogardzki. Es gehört zum Kirchspiel Koszalin (Köslin) in der Diözese Pommern-Großpolen der polnischen Evangelisch-Augsburgischen Kirche.